# Nematistius
Nematistius is een monotypisch geslacht van straalvinnige vissen uit de familie van roostervissen (Nematistiidae).

## Soort
- Nematistius pectoralis Gill, 1862